# Fritillaria ruthenica
Fritillaria ruthenica là một loài thực vật có hoa trong họ Liliaceae. Loài này được Wikst. miêu tả khoa học đầu tiên năm 1821.